# 椎原邦彦
椎原 邦彦（しいはら くにひこ、1932年10月10日 - ）は、日本の男性俳優、声優。鹿児島県出身。

## 人物
1951年、鹿児島県立甲南高等学校卒業。高校演劇コンクールで優勝し演出賞と演技賞を受けたことをきっかけに新劇入りを決意。1954年、俳優座演劇研究所3期卒業後、三期会（のちの東京演劇アンサンブル）を結成。地方にも巡演して、新劇運動を続けた。
1964年9月、劇団新劇場に加盟し、創作活動に入る。映画やテレビドラマにも出演。その後は劇団歴史座に所属していた
劇団外のマネジメントはグループ・てえぶらを経て、1959年、太平洋テレビジョン芸能部、1960年から東京俳優生活協同組合に所属。

## 出演作品

### テレビドラマ
- アジアの曙（田応詔）
- NHK大河ドラマ三姉妹（浪士井上）
- 少年探偵団
- 土曜劇場「百足ちがい」（大村田）
- 路傍の石（次野先生）
- 鞍馬天狗

### 映画
- 雲ながるる果てに
- 激動の昭和史 軍閥（田部参謀）
- ここに泉あり（青井）
- サラリーマン出世太閤記（黒岩）
- 日蝕の夏（小柳）

### 舞台
- 森の野獣（1955年、劇団三期会） -  クルト[6]
- 日本人民共和国（1963年、劇団三期会） -  黒田[7]
- 海鳴りの底から（1964年、劇団三期会） - 金作[8]
- 母（1964年、劇団三期会） - イワン・ウエツソウチコフ[8][注 1]

### テレビ番組
- ぼくは科学記者

### テレビアニメ
- 忍風カムイ外伝（外面）
- 鉄腕アトム (アニメ第1作)

### 吹き替え

#### 映画
- 走れサイモン（〈ジェイムズ・ベスト〉）

#### ドラマ
- The F.B.I.（海軍医）
- 原子力潜水艦シービュー号（フランシス・シャーキー）
- スパイ大作戦
  - 生贄（カルロス・エネロ）
  - イメージをだぶらせろ（カール）
- タイムトンネル「世界の終わり」(ブレイン〈ポール・カー〉）
- 敵（〈ピーター・ブラウン〉
- 電撃スパイ作戦（ガレージメカニック〈タルフリン・トーマス〉）
- ドクター・ウェルビー「反逆ドクター」（コバック〈カス・ギャラス〉）
- 秘密指令S #2
- 弁護士ジャッド「象牙の塔からの眺め」（ジョーンズ〈アル・フリーマン・ジュニア〉）

#### 人形劇
- キャプテン・スカーレット
  - 鐘は13なった!（メイシー）
  - スペクトラムの暗号をねらえ!（メイシー）
- サンダーバード
  - オートレーサー・アランの危機（ビクター・ゴメツ）
  - 情報員MI.5（カール）
- ロンドン指令X 4人のにせ札団（スパイカー）

### ラジオ
- 日曜ライブラリー 田舎教師（1965年、NHKラジオ第1放送） - 朗読[9]

## スタッフ参加作品
- 玄海灘（1972年、劇団歴史座） - 台本[10]
- リア王（1972年、劇団俳優座） - 方言指導[11]